# Zorzila
Zorzila – wieś w Rumunii, w okręgu Gorj, w gminie Ciuperceni. W 2011 roku liczyła 29 mieszkańców.